# Badsey
Badsey est une localité anglaise située dans le comté du Worcestershire.